# Stelletta sphaerica
Stelletta sphaerica är en svampdjursart som beskrevs av Burton 1926. Stelletta sphaerica ingår i släktet Stelletta och familjen Ancorinidae. Inga underarter finns listade i Catalogue of Life.